# Tamara Ireland Stone
Tamara Ireland Stone (* 8. Dezember 1969 in Frankfurt am Main) ist eine US-amerikanische Autorin. Ihre Veröffentlichungen sind der Kinder- und Jugendliteratur zuzuordnen.

## Leben
Tamara Ireland Stone wuchs in Nordkalifornien auf. Sie betreibt eine Marketingagentur im Silicon Valley. Sie arbeitete zwei Jahrzehnte in der Technologiebranche, bevor sie 2012 mit Zwischen uns die Zeit ihren ersten Roman veröffentlichte. Dieses Buch wurde in über 20 verschiedene Sprachen übersetzt, beispielsweise ins Deutsche, Spanische, Italienische und Portugiesische.
Ihr bis dato (Stand 2025) erfolgreichstes Buch war der Roman Every last word, der auch in der New York Times Bestsellerliste stand. Für dieses Buch erhielt sie in den Vereinigten Staaten mehrere Literaturpreise. 2017 erhielt Tamara Ireland Stone für die deutschsprachige Übersetzung Mit anderen Worten: ich den Buxtehuder Bullen, einen Jugendliteraturpreis, der mit einer aus Jugendlichen und Erwachsenen paritätisch besetzten Jury vergeben wird. Bei der Überreichung zeigte sich die Autorin gerührt. Der Roman wurde auch für den Deutschen Jugendliteraturpreis 2017 für den Preis der Jugendjury nominiert.
Sie ist verheiratet und lebt mit ihrem Mann und ihren beiden Kinder in San Francisco.

## Werk
- Every last word. Little, Brown Books for Young Readers, New York 2015, ISBN 9781484774168
  - Mit anderen Worten: ich. Aus dem Englischen von Sandra Knuffinke und Jessika Komina. Magellan, Bamberg 2016, ISBN 9783734850219.
- Little Do We Know. Little, Brown Books for Young Readers, New York 2018, ISBN 9781484773970

### Time-Reihe
- Time Between Us. Little, Brown Books for Young Readers, New York 2012, ISBN 9781423168409
  - Zwischen uns die Zeit. Aus dem Englischen von Katarina Ganslandt. cbj, Gütersloh 2013, ISBN 978-3570154700
- Time After Time. Little, Brown Books for Young Readers, New York 2013, ISBN 9781423185291

### Click'd-Reihe
- Click'd. Little, Brown Books for Young Readers, New York 2017, ISBN 9781484798485
- Swap'd. Little, Brown Books for Young Readers, New York 2019, ISBN 9781484798492

## Auszeichnungen (Auswahl)
Mit anderen Worten: ich:
- Cybils Award 2016, Kategorie: Young adult[3]
- Buxtehuder Bulle 2017[1]

### Nominiert
- Deutscher Jugendliteraturpreis 2017 für den Preis der Jugendjury mit Mit anderen Worten: ich[5]